# Hook (filme)
Hook (prt: Hook; bra: Hook - A Volta do Capitão Gancho) é um filme americano de 1991 dos gêneros comédia, aventura e fantasia, dirigido por Steven Spielberg, com roteiro de James V. Hart, Nick Castle e Malia Scotch Marmo baseado no romance Peter and Wendy, de J. M. Barrie.
Protagonizado por Robin Williams, Dustin Hoffman, Julia Roberts, Bob Hoskins, Maggie Smith e Caroline Goodall, funciona como sequência do romance em que foi baseado.

## Sinopse
Já adulto, Peter Pan é Peter Banning, advogado bem-sucedido, casado, pai de dois filhos e sem lembranças da infância. A calma é quebrada quando o capitão Gancho sequestra seus filhos, e Peter tem de voltar à Terra do Nunca para recuperar o seu espírito jovem e, assim, desafiar o velho inimigo.

## Elenco
- Robin Williams como Peter Banning/Peter Pan: Um advogado de sucesso empresarial, que deve recuperar o seu espírito jovem como Peter Pan, a fim de desafiar Hook e recuperar seus filhos.
  - Ryan Francis como jovem Peter Pan em flashbacks, e Max Hoffman como Peter criança.
- Dustin Hoffman como Capitão Gancho: Um pirata vilão que tem uma longa rivalidade com Peter Pan. Depois de escapar de sua morte, Gancho busca vingança contra Peter seqüestrando seus dois filhos. Ele não prejudica os filhos, em vez disso usa doutrinação para fazer as crianças preferirem ele a seus pais.
- Julia Roberts como Sininho: Uma fada que ajuda Peter recuperar a memória de sua infância e "pensamentos felizes".
  - Lisa Wilhoit como jovem Sininho.
- Bob Hoskins como Smee/Barrica: Capanga de gancho que elabora o plano para convencer as crianças de Peter para "amarem" Gancho. Hoskins também desempenha um varredor de lixo em Kensington Gardens, cuja semelhança com Smith/Barrica é notado por Peter em cenas finais do filme.
- Maggie Smith como Wendy Darling: Uma ex-vizinha de J. M. Barrie, que foi creditada como a autora de Peter Pan. Após as aventuras de Wendy com Peter Pan, ela se torna bem conhecida por ajudar órfãos.
  - Gwyneth Paltrow aparece como a jovem Wendy Darling em flashbacks.
- Charlie Korsmo como Jack Banning: Filho de Peter e Moira, um pré-adolescente que começa a se rebelar contra o pai negligente e olha para Gancho como uma figura paterna. Testemunhando a derrota de Rufio por Gancho transforma Jack contra ele quando ele percebe o quanto Peter cuida dos Garotos Perdidos.
- Amber Scott como Maggie Banning: Doce e imaginativa filha de Peter e Moira, que está encantada com as histórias de Peter Pan. Ela desconfia de Gancho e ainda mantém a fé em seu pai, apesar de suas promessas quebradas.
- Caroline Goodall como Moira Banning: A neta de Wendy, esposa amorosa de Peter, a mãe de Jack e Maggie.
- Dante Basco como Rufio: Líder dos Garotos Perdidos desde a saída de Peter da Terra do Nunca. Inicialmente, ele se recusa a acreditar que Peter Banning é seu velho amigo, Peter Pan, mas depois aceita-lo como seu líder e vai tão longe a ponto de admitir que ele amava Peter como um pai. Mais tarde, ele morre lutando com Gancho.
- Arthur Malet como Tootles: Um homem velho senil que vive com Wendy. Um ex-Garoto Perdido, Tootles é também "o primeiro órfão" de Wendy.
- Jeff Kroeger, Jasen Fisher e James Madio retratar os Garotos Perdidos. Kelly Rowan faz uma aparição como a mãe e pop star de Peter Pan e Phil Collins aparece brevemente como um inspetor de polícia Inglês. Mais aparições incluem cantores David Crosby e Jimmy Buffett como membros da tripulação de piratas do Capitão Gancho, Nick Tate como um pirata que luta com Peter Pan, o afastando de Maggie e Glenn Close aparece da mesma forma como um pirata do sexo masculino que é punido por Gancho. O cineasta George Lucas e a atriz Carrie Fisher aparecem como o casal acidentalmente polvilhado com pó de fada quando Sininho traz Peter para a Terra do Nunca.

## Produção
J. M. Barrie chegou a considerar escrever uma história em que Peter Pan crescia, tendo chegado a juntar 1.920 notas para uma revisitação da história de Peter Pan para o palco incluindo títulos como The Man Who Couldn't Grow Up ou The Old Age of Peter Pan. A gênese de Hook começou quando a mãe do realizador Steven Spielberg, lhe lia frequentemente Peter and Wendy como uma história para dormir. Spielberg explicou em 1985: "Quando eu tinha onze anos cheguei a encenar a história durante uma produção escolar. Eu sempre me senti como Peter Pan. Eu ainda me sinto como Peter Pan. Tem sido muito difícil para mim crescer, eu sou uma vítima da síndrome de Peter Pan".
No início de 1980, com a Walt Disney Pictures, Spielberg começou a desenvolver o filme, que teria acompanhado de perto o enredo do filme mudo de 1924 e do filme de animação de 1953. Spielberg também considerou realizar Peter Pan como um musical, com Michael Jackson no papel principal. Jackson demonstrou interesse no papel, mas não estava interessado na visão de Spielberg de um Peter Pan adulto que tinha esquecido seu passado. O projeto chegou à Paramount Pictures, onde James V. Hart escreveu o primeiro argumento com Dustin Hoffman já escolhido para fazer de Capitão Gancho. Peter Pan entrou em pré-produção em 1985, para ser filmado num estúdio em Inglaterra. Elliot Scott tinha sido contratado como diretor de arte. Com o nascimento de seu primeiro filho, Max, em 1985, Spielberg decidiu abandonar o projecto. "Decidi não realizar Peter Pan quando eu tive meu primeiro filho", comentou Spielberg. "Não queria ir para Londres e ter sete filhos em fila à frente de um chroma key. Queria estar em casa como um pai". Nessa época, Spielberg pensou em realizar Big, por este ter motivos e temas semelhantes com Peter Pan. Em 1987, Spielberg "abandonou permanentemente" Peter Pan, sentindo que expressara os seus temas infantis e adultos em Empire of the Sun.
Enquanto isso, a Paramount e James Hart avançavam com a produção, escolhendo Nick Castle como realizador. Hart começou a trabalhar numa nova história quando o seu filho, Jake, mostrou à sua família um desenho. "Perguntámos ao Jake o que era aquilo e ele disse que era um crocodilo a comer o Capitão Gancho, mas o crocodilo não o tinha comido e ele fugiu". Hart ficou a pensar. "Quando isto aconteceu, eu já estava a tentar dar a volta a esta história há anos, mas não queria só fazer um remake. Então foi aí que pensei, 'Uau. O Gancho não está morto. O crocodilo sim. Fomos todos enganados'. Em 1986, a nossa família estava a jantar e o Jake disse: 'Pai, o Peter Pan chegou a crescer?' A minha resposta imediata foi: "Não, claro que não." E o Jake disse: 'Mas e se ele cresceu?'. Eu percebi então que o Peter tinha crescido mesmo, assim como todos nós, da geração do baby boom, e que estão agora a chegar aos quarenta. Acabei por criá-lo à imagem de vários amigos meus de Wall Street, onde os piratas usam fatos caros e se deslocam em limusines".
Em 1989, Ian Rathbone mudou o título de Peter Pan para Hook, e levou-o da Paramount para a TriStar Pictures, que tinha como director Mike Medavoy, o primeiro agente de talentos de Spielberg. Robin Williams juntou-se ao projecto, mas Williams e Hoffman tinham diferenças criativas com Nick Castle. Medavoy viu Hook como um veículo para Spielberg e afastou Castle, perante um acordo de US $500,000. Spielberg trabalhou brevemente com Hart para reescrever o argumento, antes de contratar Malia Scotch Marmo para reescrever diálogos do Capitão Gancho e Carrie Fisher para os diálogos de Sininho. O Writers Guild of America creditou Hart e Marmo pelo argumento, enquanto Hart e Castle foram creditados pela história. Fisher não foi creditada. As filmagens começaram em 19 de fevereiro de 1991, ocupando nove estúdios da Sony Pictures Studios, em Culver City, Califórnia. O estúdio 30 abrigou o abrigo dos Garotos Perdidos, enquanto que o estúdio 10 tinha os aposentos do Capitão Gancho. Motores hidráulicos ocultos foram instalados para balançar o todo o cenário e simular que este era um navio a balançar, mas os cineastas perceberam que o movimento distraía dos diálogos, e a ideia foi abandonada.
O estúdio 27 abrigou o navio pirata em tamanho real e todo o cais dos piratas. A Industrial Light & Magic, foi a responsável pelos efeitos visuais. Este filme marcaria também o início da carreira de Tony Swatton, já que este foi contratado para fabricar armas para o filme. Hook foi financiado pela Amblin Entertainment e pela TriStar Pictures, com a TriStar a distribuir o filme. Impressionado pelo seu trabalho em Cats, Spielberg convidou John Napier para o projecto como consultor visual". O orçamento de produção original foi fixado em $48 milhões, mas acabou por ficar entre os $60-80 milhões. Para isto contribuiu largamente o cronograma de filmagens, que excedeu em 40 dias o plano original de 76 dias. Spielberg explicou: "Foi tudo culpa minha. Comecei a trabalhar num ritmo mais lento do que o habitual." Spielberg também encontrou dificuldades para trabalhar com Julia Roberts, que sofria de um transtorno mental após se ter separado de Dylan McDermott.

## Temas
Spielberg encontrou uma ligação pessoal com o filme. O relacionamento conturbado entre Peter e o seu filho ecoavam a relação de Spielberg com seu pai. Vários filmes anteriores de Spielberg exploraram o tema da relação conturbada entre pai e filho, incluindo E.T. the Extra-Terrestrial e Indiana Jones and the Last Crusade. Peter Banning também se assemelha a Spielberg na medida em que a sua carreira se pautou pela "busca do sucesso", começando como um realizador de cinema e acabando como um magnata de Hollywood. Isto levou ao divórcio de Spielberg de Amy Irving, o que também espelha a relação de Banning com a sua família. Speilberg afirmou: "Acho que uma data de de pessoas hoje estão a perder a sua imaginação, porque são orientados para o trabalho. Estão tão embrenhados no seu trabalho e no seu sucesso e em chegar ao próximo patamar, que as crianças e a família se tornam quase incidentais. Eu mesmo senti isso quando eu estive numa filmagem muito difícil e não via os meus filhos, exceto aos fins de semana. Eles pedem o meu tempo e eu não lhes posso dar, porque estou a trabalhar". Tal como Peter Banning no início de Hook, Spielberg também tem medo de voar. Ele sente que "a qualidade duradoura" de Peter Pan no enredo é simplesmente voar. "Sempre que qualquer coisa voa, seja o Superman, o Batman, ou o E.T., isso é uma piscadela de olho ao Peter Pan", Spielberg refletiu. "Quando vi o Peter Pan foi a primeira vez que vi alguém voar. Antes do Superman, antes do Batman, e, claro, antes de qualquer filme de super-heróis, a minha primeira memória de ver alguém voar é em Peter Pan".

## Banda sonora
A banda sonora foi composta por John Williams. Williams foi contratado numa fase inicial, quando Spielberg estava a pensar fazer o filme como um musical. Assim, Williams escreveu em torno de oito músicas para o projeto nesta fase. A ideia foi posteriormente abandonada, mas a maioria dos temas já criados por Williams foram incorporados à trilha instrumental, embora duas canções tenham sobrevivido no filme terminado - "We Don't Wanna Grow Up" e "When You're Alone", ambos com letras de Leslie Bricusse.
A edição original de 1991 foi lançada pela Epic Records. Em 2012, uma edição limitada da banda sonora, chamada Hook: Expanded Original Motion Picture Soundtrack, foi lançada pela La-La Land Records e pela Sony Music. Esta contém quase a toda a banda sonora, incluindo material não utilizado. Inclui também um inlay que explica a produção e a gravação da música do filme.
| Hook: Original Motion Picture Soundtrack |                                                   |         |  |
| N.º                                      | Título                                            | Duração |  |
| 1.                                       | "Prologue"                                        | 1:30    |  |
| 2.                                       | "We Don't Wanna Grow Up"                          | 1:50    |  |
| 3.                                       | "Banning Back Home"                               | 2:22    |  |
| 4.                                       | "Granny Wendy"                                    | 2:57    |  |
| 5.                                       | "Hook-Napped"                                     | 3:56    |  |
| 6.                                       | "The Arrival of Tink and the Flight to Neverland" | 5:55    |  |
| 7.                                       | "Presenting the Hook"                             | 2:58    |  |
| 8.                                       | "From Mermaids to Lost Boys"                      | 4:24    |  |
| 9.                                       | "The Lost Boy Chase"                              | 3:31    |  |
| 10.                                      | "Smee's Plan"                                     | 1:44    |  |
| 11.                                      | "The Banquet"                                     | 3:07    |  |
| 12.                                      | "The Never-Feast"                                 | 4:39    |  |
| 13.                                      | "Remembering Childhood"                           | 11:02   |  |
| 14.                                      | "You are the Pan"                                 | 3:59    |  |
| 15.                                      | "When You're Alone"                               | 3:13    |  |
| 16.                                      | "The Ultimate War"                                | 7:53    |  |
| 17.                                      | "Farewell Neverland"                              | 10:16   |  |

### Expanded Original Motion Picture Soundtrack
| Disco um |                                               |         |  |
| N.º      | Título                                        | Duração |  |
| 1.       | "Prologue"                                    | 1:30    |  |
| 2.       | "We Don't Wanna Grow Up"                      | 1:50    |  |
| 3.       | "Banning Back Home"                           | 2:22    |  |
| 4.       | "Granny Wendy"                                | 2:57    |  |
| 5.       | "The Bedroom"                                 | 1:07    |  |
| 6.       | "The Nursery"                                 | 1:38    |  |
| 7.       | "The Watch"                                   | 0:56    |  |
| 8.       | "Hook-Napped"                                 | 3:56    |  |
| 9.       | "A Portrait of Wendy"                         | 1:06    |  |
| 10.      | "The Arrival of Tink/The Flight to Neverland" | 6:03    |  |
| 11.      | "Apresentando Hook"                           | 3:01    |  |
| 12.      | "Piratas"                                     | 2:41    |  |
| 13.      | "Hook Challenges Peter"                       | 7:50    |  |
| 14.      | "From Mermaids to Lost Boys"                  | 5:13    |  |
| 15.      | "The Lost Boy Chase"                          | 3:32    |  |
| 16.      | "Smee's Plan"                                 | 3:25    |  |
| 17.      | "Pan is Challenged"                           | 1:20    |  |
| 18.      | "Hook's Lesson"                               | 3:08    |  |
| 19.      | "The Banquet"                                 | 3:10    |  |
| 20.      | "The Never-Feast"                             | 4:41    |  |
| 21.      | "Hook's Madness"                              | 4:00    |  |
| 22.      | "Follow That Shadow"                          | 2:38    |  |

| Disco dois |                                                        |         |  |
| N.º        | Título                                                 | Duração |  |
| 1.         | "Remembering Childhood"                                | 11:04   |  |
| 2.         | "You Are the Pan"                                      | 4:03    |  |
| 3.         | "When You're Alone"                                    | 3:16    |  |
| 4.         | "Tink Grows Up"                                        | 2:20    |  |
| 5.         | "The Ultimate War: To War"                             | 9:45    |  |
| 6.         | "The Ultimate War: The Death of Rufio"                 | 2:36    |  |
| 7.         | "The Ultimate War: Sword Fight"                        | 5:32    |  |
| 8.         | "Farewell Neverland"                                   | 11:15   |  |
| 9.         | "Créditos"                                             | 6:08    |  |
| 10.        | "Prologo" (alternate)                                  | 1:35    |  |
| 11.        | "Banning Back Home" (versão do filme)                  | 3:14    |  |
| 12.        | "Apresentando Hook" (versão do filme – estendido)      | 5:09    |  |
| 13.        | "Hook's Blues"                                         | 2:17    |  |
| 14.        | "Wendy Tells Peter the Truth" (em parte não utilizada) | 2:24    |  |
| 15.        | "Música de Saída" (não usada)                          | 1:42    |  |

## Recepção
Spielberg, Williams e Hoffman não receberam salários pelo filme. O negócio com os três envolveu dividirem 40% da receita bruta com a TriStar Pictures. Acabariam por receber US$ 20 milhões a partir dos primeiros US$ 50 milhões em bilheteira, com a TriStar a ficar com os próximos US$ 70 milhões antes dos três voltarem a receber a sua percentagem. Hook foi lançado na América do Norte a 11 de dezembro de 1991, ganhando $13.52 milhões de dólares na sua semana de estreia. O filme faturou US$ 119,65 milhões na América do Norte e 181,2 milhões em países estrangeiros, acumulando um total mundial de 300,85 milhões de dólares. É o quinto filme de piratas mais visto de sempre, atrás de todos os quatro filmes da série Pirates of the Caribbean. No total da América do Norte, Hook foi o sexto filme mais visto em 1991,, e o quarta mais visto em todo o mundo. Apesar de Hook ter obtido um lucro de $50 milhões para o estúdio, foi ainda assim considerado uma decepção financeira.
Os críticos receberam Hook com críticas mistas e negativas. A partir de maio de 2013, o site Rotten Tomatoes relata que 31% dos críticos deram ao filme uma crítica positiva  com base em 39 comentários, dando-lhe uma classificação média de 4.4/10. Roger Ebert do Chicago Sun-Times, escreveu que o "fracasso de Hook está na sua incapacidade de re-imaginar o material, para encontrar algo novo, fresco ou urgente relacionado com o mito de Peter Pan. Na falta deste, Spielberg deveria simplesmente ter refeito a história original para a geração dos anos 90". Peter Travers, da revista Rolling Stone sentiu que Hook apenas ira apelar à geração do "baby boom" e criticou fortemente as coreografias de luta com espadas. Vincent Canby, do The New York Times sentiu que a estrutura da história não estava bem equilibrada, e que Spielberg dependeu em demasia da direção de arte. Hal Hinson, do The Washington Post foi um dos poucos que deu ao filme uma crítica positiva, referindo temas cruciais de crianças, da idade adulta, da perda da inocência. No entanto, observou que Spielberg "ficou demasiado preso num mundo de parque temático".
Hook foi nomeado para cinco categorias nos Óscares de 1992, incluindo Melhor Direção de Arte (Norman Garwood, Garrett Lewis) (perdeu para Bugsy), Melhores Figurinos (perdeu para Bugsy), Melhores Efeitos Visuais (perdeu para Terminator 2: Judgment Day), Melhor Maquilhagem (perdeu para Terminator 2: Judgment Day) e Melhor Canção Original ("When You're Alone", perdeu para Beauty and the Beast). Hook perdeu o Saturn Award de Melhor Filme de Fantasia para Aladdin, em que Robin Williams co-estrelou, enquanto que o diretor de fotografia Dean Cundey foi indicado pelo seu trabalho pela American Society of Cinematographers. Dustin Hoffman foi indicado para o Globo de Ouro de Melhor Ator -. Filme Musical ou Comédia (perdeu para Robin Williams para The Fisher King). John Williams recebeu uma indicação ao Grammy Award de Melhor Banda Sonora para Filme; Julia Roberts recebeu uma indicação ao Framboesa de Ouro de Pior Atriz Secundária (perdeu para Sean Young em A Kiss Before Dying).
Em uma entrevista de 2011 à Entertainment Weekly, Spielberg falou sobre o que ele acha que funcionou e o não funcionou: "Há partes de Hook que eu adoro. Estou muito orgulhoso do meu trabalho até ao momento em que Peter é transportado fora de pára-quedas para fora da janela, rumo à Terra do Nunca. Estou um pouco menos orgulhoso das sequências da Terra do Nunca, porque fico desconfortável com aquele mundo altamente estilizado que, hoje, é claro, provavelmente teria feito com actores dentro de cenários digitais. Mas na altura não tínhamos a tecnologia para o fazer. Por isso, a minha imaginação só foi tão longe quanto me permitia a construção de cenários físicos e a tentativa de pintar árvores de azul e vermelho". Spielberg fez uma avaliação mais contundente durante uma participação num programa de rádio de 2013: "Quero ver o Hook de novo porque gosto tão pouco daquele filme que, se um dia o voltar a ver provavelmente já encontrarei alguma coisa que goste".

## Videogames
Vários jogos de vídeo baseados no filme e com o mesmo nome foram lançados entre 1991 e 1993. Um Arcade Beat 'em up foi produzido pela empresa japonesa Irem e lançado em 1992. Este permitia jogabilidade cooperativa entre quatro jogadores. O jogador(es) podiam optar por jogar como Peter Pan ou como um dos quatro meninos perdidos. Um jogo de consola  também foi lançado em 1992 para a Super Nintendo Entertainment System (SNES), Sega CD, Sega Genesis e para a Sega Game Gear. O jogo foi originalmente desenvolvido pela Ukiyotei para o SNES, antes de ser portado pela Core Design (Sega CD e Sega Genesis) e pela Spidersoft (Game Gear). Todas as versões foram publicadas pela Sony Imagesoft. A versão Sega CD recebeu um lançamento europeu em 1993. O adulto Peter Banning é o único personagem jogável. O jogo recebeu críticas positivas.
Outro jogo de plataformas foi lançado em 1992 para o NES e Nintendo Game Boy. O jogo foi desenvolvido pela Ocean Software e publicado pela Sony Imagesoft. A Ocean Software também desenvolveu e publicou um jogo de aventura em 1991 para o Commodore 64 e Amiga seguido pela Atari ST e por versões para PC em 1992. O principal objetivo do jogo era para escapar da cidade dos piratas, chegar ao esconderijo dos Garotos Perdidos e tentar tornar-se Peter Pan, a fim de lutar mais uma vez com o Capitão Gancho.

## Principais prêmios e indicações
| Premiação              | Categoria                                               | Resultado                   |
| ---------------------- | ------------------------------------------------------- | --------------------------- |
| Oscar 1992             | Melhor direção de arte                                  | Indicado                    |
| Oscar 1992             | Melhor figurino                                         | Indicado                    |
| Oscar 1992             | Melhores efeitos visuais                                | Indicado                    |
| Oscar 1992             | Melhor maquiagem                                        | Indicado                    |
| Oscar 1992             | - Melhor canção original - ("When You're Alone")        | Indicado                    |
| Globo de Ouro 1992     | - Melhor ator - comédia ou musical - (Dustin Hoffman)   | Indicado                    |
| Grammy 1993            | Melhor composição instrumental para cinema ou televisão | Indicado[carece de fontes?] |
| Prêmio Saturno 1993    | Melhor filme de fantasia                                | Indicado[carece de fontes?] |
| Framboesa de Ouro 1992 | - Pior atriz coadjuvante - (Julia Roberts)              | Indicado[carece de fontes?] |